# Robert North (Tänzer)
Robert North (* 1945 in Charleston, South Carolina) ist ein US-amerikanischer Tänzer und Choreograph.
Robert North machte seine Tanzausbildung an der Royal Ballet School London und am London Contemporary Dance Theatre. Er kehrte als ausgebildeter Tänzer in die USA zurück und tanzte unter anderem in der Martha Graham Company in New York. 1981 wurde er Künstlerischer Direktor des Ballet Rambert in London. 1990 wurde er Ballettdirektor des Teatro Regio in Turin. Nach mehreren weiteren Stationen in Europa wurde Robert North 2010 Ballettdirektor an den Vereinigten Städtischen Bühnen von Krefeld und Mönchengladbach. Während seiner verschiedenen Tätigkeiten schuf Robert North über 100 Choreografien und hat mit über 95 Ballettcompagnien weltweit gearbeitet.